# Karl Otto Beetz
Karl Otto Beetz (* 7. Juni 1859 in Neustadt am Rennsteig; † 1940 in Gotha) war ein deutscher Pädagoge, der vor allem durch die Herausgabe des Bücherschatzes für Lehrer bekannt wurde.

## Leben
Er war der Sohn des Handelsmannes Heinrich Beetz und dessen Ehefrau Christine geborene Schmidt wuchs im Thüringer Wald auf. Die Vorfahren seiner Mutter stammten aus der Glasmacherfamilie Greiner. Nach dem Besuch der Realschule in Arnstadt ging Karl Otto Beetz an das fürstlich-schwarzburgische Landesseminar in die Residenzstadt Sondershausen. Im Anschluss studierte er an der Universität Halle. Er widmete sich zunächst verstärkt der Betreuung von Volksschullehrern. Nachdem er eine Zeit in Sorge (Harz) tätig war und danach nach Worbis. 1884/84 weilte er zum Sprachstudium in der französischsprachigen Schweiz. Nach seiner Rückkehr erfolgte seine Berufung an die Franckeschen Stiftungen nach Halle (Saale). Daneben studierte er zusätzlich Philologie und philosophische Propädagogik. 1890 verließ er Halle, um als Lehrer in Gotha tätig zu werden, dort wurde er 1898 Schuldirektor und ab 1903 Bezirksschulinspektor von Gotha-Land. Nach der Abdankung der Fürsten von Schwarzburg musste Beetz 1919 dieses Amt niederlegen. Von 1920 bis 1927 wirkte er im Landeskirchenrat in Gotha. 1921 wurde er von der Landesregierung Thüringen nach Weimar berufen. Nach dem Wechsel der Landesregierung 1923 verlor der diese Stellung und kehrte wieder nach Gotha zurück, wo er bis 1926 als hauptamtlicher Kreisbeigeordneter tätig war.
Er war Redakteur der Zeitschrift Pädagogische Warte und Herausgeber des Bücherschatzes für Lehrer.

## Schriften (Auswahl)
- (mit Dietmar Beetz): Die Gräfin und der Spielmann. Märchen aus der Bahnhofstraße, Erfurt: Edition D. B., 2002.
- (mit Dietmar Beetz): Die Gräfin und der Spielmann. Märchen aus der Bahnhofstraße, Pinnow: Edition Digital, 2018.

## Familie
Er war seit 1883 verheiratet mit Dorette, der Tochter des Gutsbesitzers Chr. Wolff aus Trautenstein. Aus der Ehe gingen vier Kinder hervor. Der älteste Sohn Wolfgang fiel im Ersten Weltkrieg.